# Theodor I de Neapole
Theodor I (d. 729) a fost duce de Neapole începând din anul 719.
El a primit titlurile de υπατος χαι δουξ (ypatos chai doux) de la împăratul din Constantinopol, Leon al III-lea al Bizanțului.
Pe parcursul domniei sale, el a întemeiat o biserică dedicată sfinților apostoli Ioan și Pavel.